# The Scarlet Lily
The Scarlet Lily is een Amerikaanse dramafilm uit 1923 onder regie van Victor Schertzinger.

## Verhaal
Jessup Barnes biedt de werkloze klerk Dora Mason onderdak aan in zijn appartement, zodat ze kan zorgen voor haar doodzieke zus. De vrouw van Barnes gelooft dat Dora de minnares is van haar man. Ze moet daarom onderduiken op het platteland. Daar maakt ze kennis met de advocaat Lawson Dean. Na het overlijden van haar zus trouwt ze met hem. Als haar echtgenoot zich verkiesbaar stelt voor het ambt van officier van justitie, kost het verleden van Dora hem bijna zijn overwinning. Uiteindelijk slaagt ze erin om haar naam te zuiveren.

## Rolverdeling
| Acteur              | Personage        |
| ------------------- | ---------------- |
| Katherine MacDonald | Dora Mason       |
| Orville Caldwell    | Lawson Dean      |
| Stuart Holmes       | Jessup Barnes    |
| Edith Lyle          | Mevrouw Barnes   |
| Adele Farrington    | Trixie Montresse |
| J. Gordon Russell   | Laurence Peyton  |
| Grace Morse         | Beatrice Milo    |
| Jane Miskimin       | Mollie           |
| Lincoln Stedman     | John Rankin      |
| Gertrude Quality    | Rosetta Bowen    |